# Etta Becker-Donner
Etta Becker-Donner (nascida Violetta Donner; Viena, 5 de dezembro de 1911 — Viena, 25 de setembro de 1975) foi uma etnóloga austríaca.

## Vida
Em 1934 aos 22 anos de idade fez sua primeira viagem à Libéria, e em 1936 e 1937 pela segunda vez. Durante a Segunda Guerra Mundial casou-se em 1941 com o americano Hans Becker, que foi transferido profissionalmente para o Chile em 1947. Então Becker-Donner também mudou seu foco de pesquisa para a América Latina. Após a morte de seu marido, em 1948, voltou a Viena. 
Em 1954 empreendeu sua primeira expedição para o Brasil. Também fez expedições para a Costa Rica e a Guatemala. O foco estava na arte sul-americana. Também foram feitas viagens de pesquisa para a China, os Estados Unidos e a União Soviética. A maioria dessas viagens foi feita sem um companheiro de viagem europeu, e a maioria era apenas com guias ou intérpretes locais.
Em 1955 assumiu a gestão do ainda então independente Museu Etnológico de Viena (em alemão:  Weltmuseum Wien) , que já conhecia, desde que ela foi empregada desde 1938 como assistente de pesquisa. Tinha sido responsável pelo museu por 20 anos, durante os quais expandiu a área de exposições e eventos especiais.
A sua atividade também alcançou a política de desenvolvimento. Foi uma das fundadoras do Instituto Latino-Americano em Viena (em alemão:  Österreichisches Lateinamerika-Institut). 

## Publicações
- Die Akrobaten des Schlangenbundes, 1936
- Togba, a Woman's Society in Liberia, 1938
- —, Winifred M. Deans (trad.): Hinterland Liberia, (em inglês), London 1939, reimpressão New York 1977
- Archäologische Funde am mittleren Guapore (Brasilien). Archiv für Völkerkunde, Wien, v. 11, p. 202-249
- First report on a field trip to the Guaporé region (Pacaas Novos). Anais do XXXI Congresso Internacional de Americanistas (São Paulo, 1954), v. I, p. 107-12. São Paulo: Editora Anhembi.
- Indianische Malerei aus den Vereinigten Staaten. Zeitgenössische indianische Malerei, Kunsthandwerk, Gebrauchsgegenstände, 1958 (catálogo de exposições)
- Präkolumbische Malerei, 1962
- Meisterwerke koreanischer Kunst. Ausstellung, veranstaltet vom Bundesministerium für Unterricht, 18. Mai 1962 – 30. Juni 1962, 1962 (catálogo de exposições)
- Volkstümliche Holzschnitte aus NO-Brasilien, 1962 (catálogo de exposições)
- Zentralamerika, Mexiko. Völker und Kulturen, Sonderausstellung 1964, 1964
- Die Sprache der Mano, 1965
- Guatemala und seine Volkskunst, Sonderausstellung Frühjahr 1967, Museum für Völkerkunde, 1967
- Peru. Ausstellung 1968, Schloßmuseum Matzen, 1968
- Brasiliens Indianer, 1969

## Prêmios
- 1959 Prêmio da Cidade de Viena para Humanidades (em alemão:  Preis der Stadt Wien für Geisteswissenschaften).

## Obituários
- Christian Feest: Etta Becker-Donner (1911-1975) em Indiana, pp. 265–268, 1977
- Brigitte Fuchs: Etta Becker-Donner em Wissenschafterinnen in und aus Österreich. Leben-Werk-Wirken, 2002, pp. 53–55
- Hans Manndorff: In Memoriam Etta Becker-Donner em Wiener völkerkundliche Mitteilungen, 1976
- Hans Manndorff: In Memoriam Dr. Etta Becker-Donner em Mitteilungen der Anthropologischen Gesellschaft in Wien, p. 108, 1978